# Lijst van rijksmonumenten in Oostermeer
De plaats Oostermeer (Eastermar) telt 19 inschrijvingen in het rijksmonumentenregister. Hieronder een overzicht. 
Voor een overzicht van alle beschikbare afbeeldingen zie de categorie Rijksmonumenten in Oostermeer op Wikimedia Commons.
| Object | Oorspronkelijke functie? | Bouwjaar                 | Architect       | Locatie                | Coördinaten?                 | Nr.?   | Afbeelding                                                                           |
| --- | ------------------------ | ------------------------ | --------------- | ---------------------- | ---------------------------- | ------ | ------------------------------------------------------------------------------------ |
| Breed dorpshuis met omlijste ingang in het midden en zesruitsvensters onder laag schilddak met hoekschoorstenen                            | Woonhuis                 | ca. 1860                 |                 | E.M. Beimastrjitte 2   | 53° 10' 23" NB, 6° 3' 19" OL | 35659  | Meer afbeeldingen                                                                    |
| Woning met zesruitsvensters onder zadeldak tussen topgevels                                                                                | Woonhuis                 | 1768                     |                 | E.M. Beimastrjitte 10  | 53° 10' 25" NB, 6° 3' 21" OL | 35660  | Meer afbeeldingen                                                                    |
| Voorm. pakhuis met verdieping en zolderverdieping tussen topgevels onder zadeldak                                                          | Opslag                   | 1850-1900                |                 | E.M. Beimastrjitte 12  | 53° 10' 25" NB, 6° 3' 22" OL | 35661  | Meer afbeeldingen                                                                    |
| Pand onder zadeldak tegen topgevel met schoorsteen met fors bord en met een aanbouw onder zadeldak tegen topgevel met schoorsteen met bord | Boerderij                | mog. 18e eeuw (kern)     |                 | E.M. Beimastrjitte 30  | 53° 10' 27" NB, 6° 3' 28" OL | 35662  | Meer afbeeldingen                                                                    |
| Dorpshuis met zesruitsvensters en versierde kroonlijst onder schilddak met hoekschoorsteen                                                 | Woonhuis                 | mog. 18e eeuw (kern)     |                 | E.M. Beimastrjitte 43  | 53° 10' 29" NB, 6° 3' 35" OL | 35663  | Meer afbeeldingen                                                                    |
| Woonhuis met negenruitsvensters en verdieping onder zadeldak tussen topgevels                                                              | Woonhuis                 | 1769                     |                 | E.M. Beimastrjitte 46  | 53° 10' 28" NB, 6° 3' 31" OL | 35664  | Meer afbeeldingen                                                                    |
| Kop-rompboerderij met ondiep voorhuis onder zadeldak tegen topgevel met boeiborden en topschoorsteen met versierd bord                     | Boerderij                | 1865                     |                 | Skûlenboargerwei 5     | 53° 11' 25" NB, 6° 4' 5" OL  | 35665  | Meer afbeeldingen                                                                    |
| Toren van de voormalige Hervormde Kerk | Kerk en kerkonderdeel    | 13e eeuw                 |                 | Torenlaan 11           | 53° 11' 7" NB, 6° 4' 13" OL  | 35666  | Meer afbeeldingen                                                                    |
| Woning met zesruitsvenster op de beganegrond onder zadeldak tegen puntgevel met smalle vensters in de top                                  | Woonhuis                 | 1814                     |                 | Waltsje 23             | 53° 10' 28" NB, 6° 3' 26" OL | 35667  | Meer afbeeldingen                                                                    |
| De Hornst | Boerderij                | 1821                     |                 | Zwarteweg 2            | 53° 10' 24" NB, 6° 3' 55" OL | 35668  | Meer afbeeldingen                                                                    |
| Oud Stedma | Boerderij                | 1851                     |                 | Boerestreek 6          | 53° 10' 53" NB, 6° 4' 30" OL | 512540 | Meer afbeeldingen                                                                    |
| Oud Stedma, stookhok | Boerderij                | ca. 1890                 |                 | bij Boerestreek 6      | 53° 10' 53" NB, 6° 4' 30" OL | 512541 | Meer afbeeldingen                                                                    |
| Oud Stedma, bijschuur | Boerderij                | ca. 1890                 |                 | bij Boerestreek 6      | 53° 10' 53" NB, 6° 4' 30" OL | 512542 | Meer afbeeldingen                                                                    |
| Nieuw Stedma | Boerderij                | 1912                     | B.J. Gros       | Grote Hornstweg 16     | 53° 10' 50" NB, 6° 4' 10" OL | 512544 | Nieuw Stedma                                                                         |
| Nieuw Stedma, bijschuur | Boerderij                | ca. 1912                 |                 | bij Grote Hornstweg 16 | 53° 10' 50" NB, 6° 4' 10" OL | 512545 | Nieuw Stedma, bijschuur                                                              |
| Nederlands Hervormde kerk | Kerk en kerkonderdeel    | 1868 1894 (renov. toren) | R. Kijlstra     | Torenlaan 14           | 53° 10' 57" NB, 6° 4' 13" OL | 512553 | Meer afbeeldingen                                                                    |
| Pastorie | Kerkelijke dienstwoning  | 1875                     | D.D. Duursma    | Torenlaan 1            | 53° 10' 58" NB, 6° 4' 9" OL  | 512554 | Pastorie                                                                             |
| Gebouw voor Christelijke Belangen | Kerk en kerkonderdeel    | 1924                     | J.D. Schuilenga | Torenlaan 12           | 53° 10' 57" NB, 6° 4' 13" OL | 512555 | Gebouw voor Christelijke Belangen                                                    |
| Rentenierswoning in een aan de neo-renaissance verwante stijl met aangebouwde schuur                                                       | Woonhuis                 | 1907                     | C.H. Eldering   | Seadwei 6              | 53° 10' 47" NB, 6° 4' 24" OL | 512582 | Rentenierswoning in een aan de neo-renaissance verwante stijl met aangebouwde schuur |